# Trouble neurologique

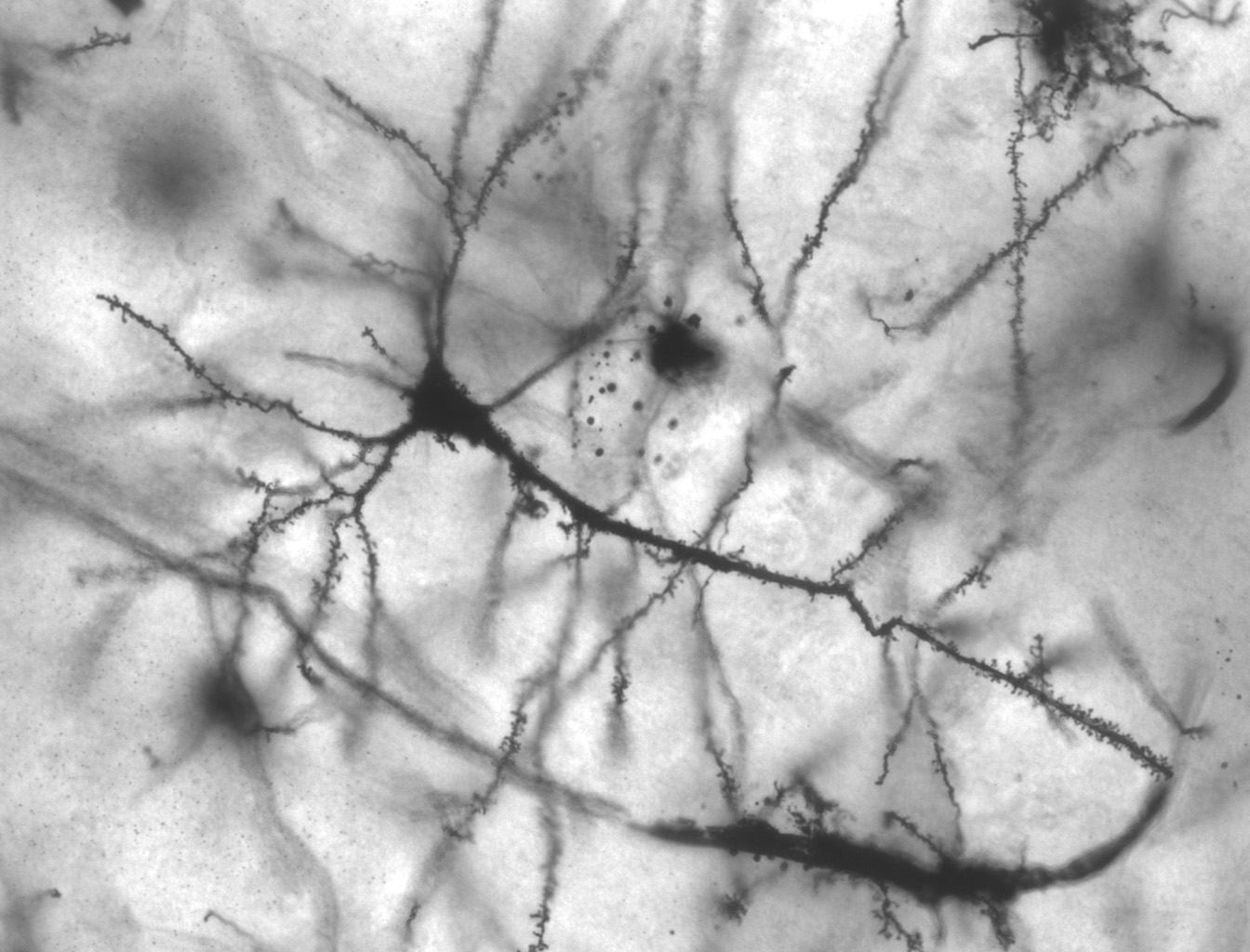
Neurones chez un patient atteint d'épilepsie, agrandis 40x.

Un trouble neurologique est un trouble du système nerveux du corps humain. Les anomalies structurelles, biochimiques ou électriques du cerveau, de la moelle épinière ou des nerfs peuvent mener ou être causées par des symptômes tels qu'une paralysie, faiblesse musculaire, faible coordination, perte de sensation, des convulsions, confusion, douleurs...

## Traitement naturel
La consommation de cannabis peut aider à soulager une personne des troubles neurologiques ou traumatismes qui affectent durablement sa santé.